# Ian & Sylvia
Ian & Sylvia fue un dúo musical canadiense de folk y country formado por Ian y Sylvia Tyson, de apellido de soltera Fricker. Comenzaron a tocar juntos en 1959, se casaron en 1964, y tras una década de matrimonio, se divorciaron y dejaron de tocar juntos en 1975.

## Discografía
Álbumes
| Año  | Álbum                | Posición | Posición | Discográfica |
| Año  | Álbum                | CAN      | US       | Discográfica |
| ---- | -------------------- | -------- | -------- | ------------ |
| 1962 | Ian & Sylvia         | —        | —        | Vanguard     |
| 1964 | Four Strong Winds    | —        | 115      | Vanguard     |
| 1964 | Northern Journey     | —        | 70       | Vanguard     |
| 1965 | Early Morning Rain   | —        | 77       | Vanguard     |
| 1966 | Play One More        | —        | 142      | Vanguard     |
| 1967 | So Much for Dreaming | —        | 130      | Vanguard     |
| 1967 | Lovin' Sound         | —        | 148      | MGM          |
| 1967 | Nashville            | —        | —        | Vanguard     |
| 1968 | Full Circle          | 48       | —        | MGM          |
| 1970 | Great Speckled Bird  | 54       | —        | Ampex        |
| 1971 | Ian and Sylvia       | 60       | 201      | Columbia     |
| 1972 | You Were on My Mind  | —        | —        | Columbia     |
| 1996 | Live at Newport      | —        | —        | Vanguard     |

Sencillos
| Año  | Sencillo              | Posición | Posición | Posición | Álbum               |
| Año  | Sencillo              | CAN AC   | CAN      | US       | Álbum               |
| ---- | --------------------- | -------- | -------- | -------- | ------------------- |
| 1965 | "Early Morning Rain"  | 1        | —        | —        | Early Morning Rain  |
| 1967 | "Lovin' Sound"        | —        | —        | 101      | Lovin' Sound        |
| 1971 | "Creators of Rain"    | —        | 73       | —        | Ian & Sylvia        |
| 1971 | "More Often Than Not" | 22       | —        | —        | Ian & Sylvia        |
| 1972 | "You Were on My Mind" | 4        | —        | —        | You Were on My Mind |